# La Huánica
La Huánica är en ort i kommunen Otzolotepec i delstaten Mexiko i Mexiko. La Huánica hade 1 374 invånare vid folkräkningen 2020.